# كيقباد الثاني
كيقباد الثاني وهو علاء الدين كيقباد بن كيخسرو الثاني أصغر أبناء كيخسرو الثاني ومن أحب زوجاته تمارا الجورجية وقد أوصى كيخسرو بالعرش له. لكن عند وفاة والده كان عمره 7 سنوات
حاول الوزير شمس الدين الأصفهاني في المحافظة على قوة دولة السلاجقة في الأناضول لمواجهة خطر المغول فعين أخويه أوصياء عليه ليصبح على العرش ثلاث اشخاص هم هو كيكاوس الثاني وقلج أرسلان الرابع.
طلب المغول سنة 1254 من كيكاوس الثاني (وكان عمره آنذاك 19 عاماً) بالحضور شخصياً لمقابلة مونكو خان. قرر الأخوة في مؤتمر عقد في كايسيري بأن يذهب كيقباد إلى المقابلة. وكان الطريق إلى قراقورم عاصمة مونكو خان شاقاً وتأخرت رحلته حتى سنة 1256 ليشهد على تجمع قوات بايجو الهادفة لغزو الأناضول وأرسل لأخوته ينصحهم بالامتثال لأوامر المغول. ليعثر على كيقباد في أحد الأيام ميتاً في الشارع وقد اتهم وزير مرافق له يدعى بابا طاغوري بأنه وراء مقتله لكن لم تعرف الحقيقة ودفن كيقباد في مكان ما ما بين الأناضول وقراقورم

## الحكم المُشترك في ظل المغول
تُوفي السُلطان كيخسرو في سنة 644هـ المُوافقة لِسنة 1246م بعد حياةٍ حافلةٍ بِالمآسي سببها انغماسه في اللهو وجهله وظُلمه كما أُسلف. وبُعيد وفاته تشاور الأُمراء والأعيان -ممَّن كانت لهم الكلمة النافذة في البلاد- في اختيار خلفٍ لِسُلطانهم الراحل، وقرَّروا تعيين ابنه الأكبر عزُّ الدين كيكاوس، فنصَّبوه على العرش، وأجلسوا أخويه رُكن الدين قلج أرسلان عن يمينه وعلاء الدين كيقُباد على يساره. وكانت البلاد في الوقت الذي اعتلى فيه كيكاوس بن كيخسرو عرش السلطنة ترزح تحت وطأة الفوضى. فالأُمراء في تنافُسٍ وتناحر من أجل السُلطة، بل راحوا يتسابقون لِكسب ودّ زُعماء المغول والتزلُّف لهم لِلحُصُول على مكاسب سياسيَّة. وكثُرت تعدِّيات القبائل البدويَّة على المُدُن والقُرى الآمنة، وشكَّلوا خطرًا على أمن الدولة، كما شعر أُمراء المغول في آسيا الصُغرى بِضغطهم، فطلبوا من السلطنة السَلْجُوقيَّة وضع حد لِتعدِّياتهم وفرض الأمن في البلاد. نجح كيكاوس في لجم ثورة البدو إلى حدٍّ ما إلَّا أنَّ ظُهُور حركاتٍ ثوريَّةٍ أُخرى، أقلقه وأقضَّ مضاجع المغول. وفي سنة 644هـ المُوافقة لِسنة 1246م تولَّى العرش المغولي حفيد جنكيز خان المُسمَّى «گُيوك» خلفًا لِأبيه أوقطاي خان، فتواترت الوُفُود من الشرق والغرب إلى العاصمة المغوليَّة قراقورم لِحُضُور حفل تتويج الخاقان الأعظم الجديد. ولم يُشارك السُلطان السَلْجُوقي كيكاوس في هذه المُناسبة، بل أرسل أخيه قلج أرسلان بدلًا عنه، وفوَّضه بِإجراء مُباحثاتٍ مع المغول لِتجديد الصُلح بينهم، ووعد بِأن يذهب في مُناسبةٍ أُخرى. استغلَّ قلج أرسلان اجتماعه بِالخاقان الجديد وأقنعهُ بِتنصيبه سُلطانًا على بلاد الروم مُقابل إبرام مُعاهدةٍ جديدةٍ تقضي بِأن يدفع السلاجقة جزية سنويَّة مقدارها مليوناً ومائتي ألف بيزنت، وخمسُمائة ثوب من الحرير مُوشَّاة بِالذهب، وخمسُمائة حصان، ومثلها من الجِمال، وخمسة آلاف رأس ماشية، وهدايا تُعادل ضعف هذا كُلِّه. وافق گُيوك خان على هذا العرض، وأعاد قلج أرسلان إلى الأناضول حاملًا أمرًا خاقانيًّا بِإنزال كيكاوس وتنصيبه مكانه، وأرسل معهُ ألفيّ فارس مغولي لِمُساعدته على إخضاع المُعارضين. وماإن وصل قلج أرسلان إلى بلاده حتَّى كتب إلى أخيه يُخبره بِأمر الخاقان، ويطلب منه الاعتراف بِسلطنته.
عارض بعض أُمراء السلطنة تفرُّد كيكاوس بِالحُكم، وتزعَّمهم جلال الدين قراطاي، واتَّفق هذا مع البكلربك «يوطاش» على تنصيب الإخوة الثلاثة معًا، ونجح في إقناع أكثريَّة الأُمراء في الدولة بِهذا الأمر. ويبدو أنَّ بعض الأُمراء الآخرين المُوالين لِقلج أرسلان لم يرضوا بِالحل المذكور، وأصرُّوا على تفرُّد سُلطانهم بِالحُكم، وتزَّعم هذه الحركة أميرٌ يُدعى «طرنطاي»، فافتعل المُشكلات التي أوصلت الأخوين كيكاوس وقلج أرسلان إلى حد الصدام العسكري، غير أنَّ تدخُّل القاضي جمال الدين الختني حال دون تفاقم الوضع، فقرَّب بين الأخوين، واتُّفق على نسيان الماضي وفتح صفحة جديدة في العلاقات الوديَّة بينهما. وسُجن الأُمراء الذين تسبَّبوا في إشعال الحرب. وبِفضل مقدرة الوزير شمس الدين الجويني الأصفهاني استمرَّت الحُكُومة المُشتركة بين سنتيّ 647 و655هـ المُوافقة لِما بين سنتيّ 1249 و1257م، وحفلت هذه السنوات بِالدسائس والمُؤامرات، وتقلَّبت فيها مُيُول الأُمراء وفق مصالحهم الخاصَّة. وفي سنة 655هـ المُوافقة لِسنة 1257م تُوفي السُلطان علاء الدين كيقُباد، ويُقال أنَّهُ قُتل أثناء رحلته إلى قراقورم لِتقديم فُرُوض الولاء والطاعة لِلخاقان الجديد منكو خان، فحكم بلاد الروم أخواه كيكاوس وقلج أرسلان بِصورةٍ مُنفردةٍ حينًا ومُشتركةٍ أحيانًا وفقًا لِتقلُّب الأوضاع السياسيَّة في داخل البلاد وخارجها. فقد دبَّ الخلاف بدايةً بين الأخوين، وتطوَّر إلى نزاعٍ مُسلَّح، فانهزم قلج أرسلان وتفرَّد كيكاوس بِالسلطنة حتَّى هاجم المغول الأناضول مُجددًا وهزموه هزيمةً شنعاء وأجبروه على الهرب والالتجاء إلى الروم في نيقية، فتولَّى مكانه قلج أرسلان الذي هادن المغول، وسعى لدى هولاكو خان -وهو شقيق الخاقان الأعظم منكو ونائبه في إيران- كي يُعيِّنه سُلطانًا على كافَّة بلاد الروم. لكنَّ هولاكو الذي كان يعد نفسه السيِّد الأعلى والحاكم العام لِلأناضول، استدعى إليه السُلطانين الأخوين بُعيد استيلائه على بغداد سنة 656هـ المُوافقة لِسنة 1258م، وأعلمهما بِقراره تقسيم الأناضول بينهما، فأعطى كيكاوس جميع البلاد المُمتدَّة من حُدُود قيصريَّة إلى ساحل أنطالية حتَّى الحُدُود البيزنطيَّة، وتكون عاصمته قونية، في حين منح قلج أرسلان البلاد المُمتدَّة من سيواس إلى ساحل سينوپ وصامصون، وتكون توقاد مقرًّا له. وكان القسم الأخير -أي الشرقي- هو أكثر ما يهم المغول لِمُجاورته حُدُود بلادهم، ومن أجل ذلك عيَّنوا عليه قلج أرسلان المُوالي لهم.